# Коннелли, Марк
Марку Кук Коннелли (англ. Marc Connelly; 13 декабря 1890[…], Мак-Киспорт, Пенсильвания — 21 декабря 1980[…], Нью-Йорк, Нью-Йорк) — американский драматург, режиссёр, продюсер, актёр и поэт. Был ключевой персоной за Круглым Столом Алгонкина, обладатель Пулитцеровской премии за драму.

## Биография
Коннелли родился в семье актёра и хозяина гостиницы Патрика Джозефа Коннелли и актрисы Мэйбл Луизы Кук в Мак-Киспорте, Пенсильвания. Начал писать пьесы с пяти лет и хотел стать в будущем журналистом Питтсбург Сан-Телеграф, пока не переехал в Нью-Йорк. В 1919 году присоединился к Алгонкинскому круглому столу.
Коннелли сделал вклад в некоторые Бродвейские мюзиклы пока не познакомился с главным своим сотрудником Джорджем Кауфманом.